# Cupaniopsis anacardioides
Cupaniopsis anacardioides är en kinesträdsväxtart som först beskrevs av Achille Richard, och fick sitt nu gällande namn av Ludwig Radlkofer. Cupaniopsis anacardioides ingår i släktet Cupaniopsis och familjen kinesträdsväxter. Inga underarter finns listade i Catalogue of Life.